# Promontory

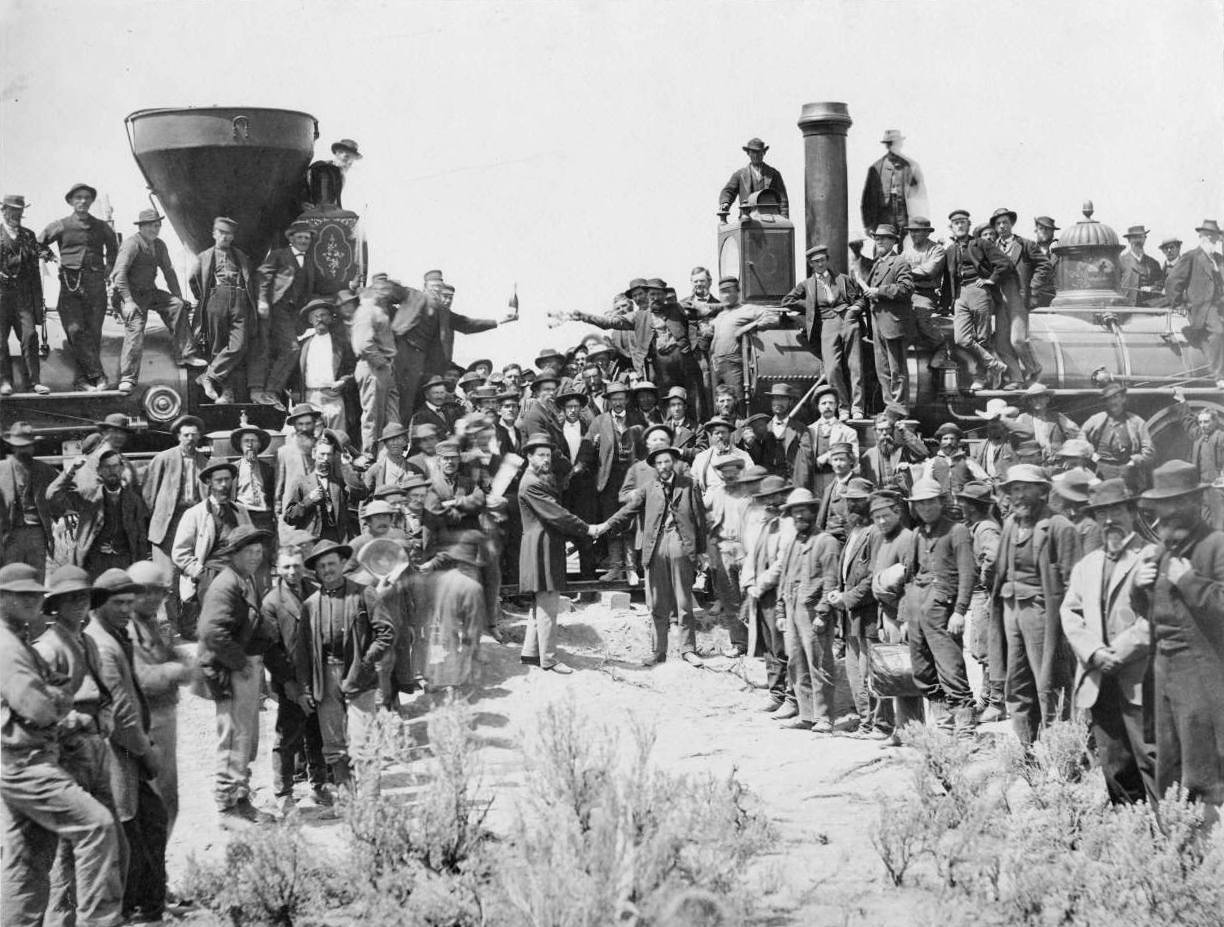
Połączenie linii Union Pacific i Central Pacific (10 maja 1869, Promontory)

Promontory – miejsce położone w hrabstwie Box Elder w stanie Utah, 51 kilometrów na zachód od Brigham City i 107 kilometrów na północny zachód od Salt Lake City, na północ od Wielkiego Jeziora Słonego.
Znane jako miejsce połączenia linii kolejowych Union Pacific i Central Pacific oraz oficjalnego ogłoszenia zakończenia budowy Pierwszej Kolei Transkontynentalnej, co miało miejsce 10 maja 1869 roku poprzez wbicie złotego gwoździa. Przez krótki okres istniało w tym miejscu miasteczko zamieszkiwane przez budowniczych kolei, wkrótce po zakończeniu prac zostało jednakże opuszczone i odtąd Promontory nie ma stałych mieszkańców. Od 1957 roku jest historycznym miejscem chronionym jako część Golden Spike National Historic Site. Mimo że oficjalnie przedstawiane jest jako miejsce zakończenia budowy Pierwszej Kolei Transkontynentalnej, faktycznie wybrzeża Pacyfiku i Atlantyku nie były połączone koleją do września 1869 roku, kiedy to zbudowano most Mosdale Crossing nad rzeką San Joaquin w Kalifornii, nieopodal miasta Lathrop. Obecnie przez Promontory nie przechodzi czynna linia kolejowa. W 1969 roku odtworzono fragment historycznej linii, po której podczas okolicznościowych obchodów kursują repliki XIX-wiecznych pociągów UP #119 i Jupiter #60.